# Chanifa Muchiddinowna Mawljanowa
Chanifa Muchiddinowna Mawljanowa (tadschikisch Ҳанифа Муҳиддиновна Мавлонова Hanifa Muhiddinowna Mawlonowa, russisch Ханифа Мухиддиновна Мавлянова; * 30. Januar 1924 in Chudschand, Turkestanische ASSR; † 24. Oktober 2010 in Moskau) war eine sowjetische bzw. tadschikische Sopranistin und Hochschullehrerin.

## Leben
Mawljanowas Stiefvater Muchiddin Mawljanow war Lehrer und machte tadschikische Schaschmaqam-Musik. Sie studierte in Chudschand (1939–1992 Leninabad) an der Musikschule mit Abschluss 1936 und dann an der Pädagogik-Schule.
Neben dem Studium war Mawljanowa 1937–1939 Künstlerin des Leninabader Theaters der jungen Zuschauer und 1939–1943 des Leninabader Puschkin-Musiktheaters. Darauf war sie mit Unterbrechungen bis 1983 führende Solistin des nach Sadriddin Ainij benannten Tadschikischen Opern- und Balletttheaters in Duschanbe (1929–1961 Stalinabad). Sie sang alle Hauptopernpartien und Schaschmaqam-Musik-Stücke.
Mawljanowa sang in Konzerten in den Städten der UdSSR, in der Mongolei, in Polen, Vietnam, Kanada, Afghanistan, China, der Tschechoslowakei, der DDR, Indonesien, Nordkorea und anderen Ländern.
Nach einem Studium am Moskauer Konservatorium (1952–1959) lehrte Mawljanowa am Tadschikischen Staatlichen Mirso-Tursunsoda-Kunst-Institut, wo sie 1967 Dozentin und 1978 Professorin wurde. Ab 1970 leitete sie den Lehrstuhl für Sologesang und Opernvorbereitung (bis 1987).
Mawljanowa war Mitglied der KPdSU seit 1952 und Abgeordnete im Obersten Sowjet der UdSSR der IV. Sitzungsperiode 1954–1958. Sie war Mitglied des Sowjetischen Komitees für die Verteidigung des Friedens.
Nach Beginn des Tadschikischen Bürgerkriegs 1992 zog Mawljanowa nach Moskau. Sie hatte zwei Söhne und eine Tochter. Sie starb nach langer Krankheit am 24. Oktober 2010 in Moskau und wurde in Duschanbe auf dem Sari-Osiyo-Friedhof begraben.

## Ehrungen, Preise
- Volkskünstlerin der Tadschikischen SSR (1951)[1]
- Ehrenzeichen der Sowjetunion (1954)[3]
- Leninorden (1957)[4]
- Volkskünstlerin der UdSSR (1968)[1]
- Rudaki-Staatspreis der Tadschikischen SSR (1968)[1]
- Orden des Roten Banners der Arbeit[1]
- Orden der Völkerfreundschaft